# Icheb (Star Trek)
Icheb es un personaje de ficción de la serie Star Trek: Voyager, interpretado por Manu Intiraymi. También aparece en el capítulo cinco de la serie Star Trek Picard.

## Personaje
Icheb fue asimilado por los Borg y tiene muchos paralelismos con el personaje Siete de Nueve: ambos fueron asimilados por el colectivo mientras eran pequeños, fueron separados de la mente colmena Borg, y restaurados a su vida pre-Borg con la ayuda de la tripulación de la USS Voyager y la capitana Kathryn Janeway. 
Después de que Icheb fue asimilado, fue colocado dentro de una cámara de maduración Borg, para que se convirtiera en un drone adulto, aparentemente un virus infectó el cubo dónde se encontraba junto con otros drones lo que provocó que el cubo se desconectara y estuviera a la deriva. Esto hizo que Icheb y sus compañeros salieran de las cámaras aún inmaduros. 
Junto con los otros drones (Mezoti, Azan, y Rebi, además de otro sin nombre denominado como "Primero" según una improvisada organización de colectivo) formó su propio pequeño colectivo para dirigir la nave y volver a los Borg, cuando, se encuentran con la Voyager. Primero estaba peligrosamente inestable y falleció cuando el cubo explotó; Janeway persuadió a los otros niños a abandonar el cubo Borg y unirse a la Voyager (episodio "El colectivo"). 
Como en el caso de Siete de Nueve, la tripulación del Voyager y la capitana Janeway ayudaron a los niños a recuperar su individualidad, mediante la eliminación de la mayoría de sus implantes Borg, y un gran apoyo, principalmente de Siete, lo que permitió recuperar su personalidad normal. 
En el episodio "Juegos de niños", Icheb se enfrenta a una reunión con sus padres. En un principio se mostró reacio a permanecer con ellos en un planeta principalmente agrícola llamado Brunali, en comparación con la avanzada tecnología y la ciencia de la Voyager. 
Finalmente, alentado por sus padres, Icheb volvió a quedarse con ellos. Entonces se descubrió que ellos utilizaron sus conocimientos genéticos que habían aplicado a la agricultura para engendrarlo como un arma contra los Borg. Cuando fue asimilado, él introdujo un virus biológico en el colectivo, lo que provocó que el cubo donde estaba quedara a la deriva. Sus padres intentaron volver a usar a Icheb nuevamente como un arma, con el fin de proteger su planeta natal, que con frecuencia era atacado por los Borg. Lo sedaron y lo colocaron en un carguero y lo enviaron hacia el colectivo Borg. Cuando la Voyager se da cuenta ,ellos rompen con sus padres y logran rescatarlo a tiempo, por lo que se queda a vivir permanentemente en la nave. 
Icheb tiene muchos talentos, y corresponde con agradecimiento a la tripulación de la Voyager. Su principal posición en la nave es ofrecer asistencia a Siete de Nueve en la laboratorio de astrometría. Él intentó de ser admitido en la Academia de la Flota Estelar a través de los cursos de capacitación proporcionados por los oficiales a bordo de la Voyager. Cuando la Voyager logró contactar con el Comando de la Flota Estelar en la Tierra, Icheb logró aprobar el examen de ingreso a la Academia. Él ganó la categoría de cadete. 
En una línea temporal alternativa establecida en 2394, un Icheb adulto (que ha alcanzado el rango de teniente comandante) ayudó a Janeway y Chakotay a restablecer a la Voyager a una sincronía correcta de espacio y tiempo después de haber sido golpeada por una onda cronotrónica que alteró la nave. Lo hizo mediante el uso de avanzados instrumentos que él y Naomi Wildman han desarrollado en el laboratorio de astrometria (episodio "Fragmentos").
Icheb fue asesinado cruelmente en el 2386 por una criminal como parte de un plan de extraer sus partes Borg para ganar así una fortuna con ellas. Siete, que miró a Icheb como si fuese un hijo suyo, mata a esa criminal por lo que hizo en el 2399.

## Características del personaje
Icheb es un personaje que refuerza al personaje de Siete de Nueve, uno de los más exitosos de la serie; Icheb parece ser, a pesar de compartir con Siete su origen Borg, totalmente contrario a ella, lo que destaca más su personalidad; es un joven amable, sencillo y con gran facilidad para demostrar ternura y sacrificio, lo que ofrece grandes lecciones a la ex-Borg; en una ocasión Icheb está dispuesto a sacrificar su propia vida con tal de salvar la de Siete al ofrecer una vital pieza de tecnología Borg sin la que ella no podría sobrevivir (episodio "Imperfección"), lo que provoca, por primera vez, que Siete llore.